# Conexona

En biología, una conexona es la unión de 6 proteínas llamadas conexinas, las cuales forman un puente llamado unión gap entre el citoplasma de dos células adyacentes. La conexión es de hecho el hemicanal que aporta la célula en un lado de la unión; dos conexonas de células opuestas suelen unirse para construir un enlace intercelular completo. Sin embargo, en algunas células, el hemicanal en sí ejerce como conducto entre el citoplasma y el espacio extracelular.
- Datos: Q420047